# جونکو اونیشی (شناگر)
جونکو اونیشی (انگلیسی: Junko Onishi؛ زادهٔ ۱۹۷۴) ورزشکار ورزش شنا اهل ژاپن است.
وی در مسابقات کشوری و بین‌المللی در مجموع برندهٔ ۱ مدال نقره، ۲ مدال برنز شده‌است.